# Anolis omiltemanus
Espèce
Synonymes
- Norops omiltemanus (Davis, 1954)

Statut de conservation UICN

 LC  : Préoccupation mineure
Anolis omiltemanus est une espèce de sauriens de la famille des Dactyloidae. 

## Répartition
Cette espèce est endémique du Guerrero au Mexique.

## Étymologie
Son nom d'espèce lui a été en référence au lieu de sa découverte, Omiltemi dans le Guerrero.

## Publication originale
- Davis, 1954 : Three new anoles from Mexico. Herpetologica, vol. 10, no 1, p. 1-6.